# Новомаксимово (Воронежская область)
Новомаксимово — хутор в Павловском районе Воронежской области России.
Входит в состав Покровского сельского поселения.
| 2009 | 2010 |
| ---- | ---- |
| 1    | →1   |

## География
Хутор располагается на севере Покровского сельского поселения — на левом берегу реки Дон, северо-восточнее Поповского озера. Удалён от центра поселения на 13 км.

## История
Возник в советское время. Жилая застройка хутора представлена индивидуальными жилыми домами с приусадебными участками, расположенными вдоль единственной улицы без названия, имеющей одностороннюю застройку.